# Heinz Awards
Die Heinz Awards sind eine Reihe von Preisen, die seit 1995 von der Heinz Family Foundation (Stifter: Teresa Heinz, H. J. Heinz Company) in Erinnerung an Henry John Heinz III vergeben werden. Sie zeichnen Persönlichkeiten aus, die sich auf einem der folgenden fünf Gebiete mit innovativen Leistungen verdient gemacht haben:
- Arts and Humanities (etwa: Kultur und Geisteswissenschaften)
- Environment (Umwelt)
- Human Condition (etwa: Menschsein, siehe Conditio humana)
- Public Policy (Öffentliche Ordnung)
- Technology, the Economy and Employment (Technologie, Wirtschaft, Erwerbstätigkeit)

Der Preis ist jeweils mit 250.000 US-Dollar dotiert, die Preisträger erhalten zusätzlich eine Silbermedaille. In den Jahren 2009, 2010 und 2011 wurde von diesem Schema abgewichen und es wurden stattdessen zehn Preisträger auf dem Gebiet des Umweltschutzes mit jeweils 100.000 Dollar prämiert. In einigen Jahren wurde noch eine Chairman’s Medal als undotierter Sonderpreis vergeben, zuletzt 2006. 2020 wurde eine zusätzliche Auszeichnung anlässlich der 25. Vergabe der Heinz Awards vergeben (25th Anniversary Special Recognition).

## Preisträger
| Nr. | Jahr | Arts and Humanities                | Environment | Human Condition              | Public Policy            | Technology, the Economy and Employment           | Chairman’s Medal                                   |
| --- | ---- | ---------------------------------- | --- | ---------------------------- | ------------------------ | ------------------------------------------------ | -------------------------------------------------- |
| 01  | 1995 | Henry Hampton                      | Paul R. Ehrlich, Anne Ehrlich | Geoffrey Canada              | James Goodby             | Andrew Grove                                     |                                                    |
| 02  | 1996 | Beverly Sills                      | Herbert Needleman | Marian Wright Edelman        | C. Everett Koop          | William Rutter                                   |                                                    |
| 03  | 1997 | Rita Dove                          | George Woodwell | James Comer                  | Ralph Cavanagh           | George N. Hatsopoulos                            | William R. Hewlett, David Packard                  |
| 04  | 1998 | John Harbison                      | Amory Lovins | Carol Gilligan               | Ernesto J. Cortes        | Ralph E. Gomory                                  |                                                    |
| 05  | 1999 | Walter Turnbull                    | Lois Gibbs, Florence Robinson | Luis Acosta, Frances Lucerna | Daniel Patrick Moynihan  | Dean Kamen                                       |                                                    |
| 06  | 2000 | Peter Matthiessen                  | Paul Gorman | Robert Parris Moses          | Edward Zigler            | Mary Good                                        |                                                    |
| 07  | 2001 | Arthur Mitchell, Jacques d’Amboise | James E. Hansen | Aaron T. Beck                | John Holdren             | Steve Wozniak                                    | Russell Train, Dorothy Height                      |
| 08  | 2002 | Dudley Cocke, Rick Lowe            | Jane Lubchenco | Cushing Dolbeare             | George Lee Butler        | Anita Borg                                       | Ruth Patrick                                       |
| 09  | 2003 | Bernice Johnson Reagon             | John Spengler, Mario J. Molina | Paul Farmer                  | Geraldine Jensen         | Paul MacCready                                   |                                                    |
| 10  | 2004 | August Wilson                      | Peggy Shepard | Robert Neil Butler           | Julius Richmond          | Robert Langer                                    | Richard Lugar, Sam Nunn                            |
| 11  | 2005 | Mark di Suvero                     | Jerry Franklin | Joseph Rogers                | Sidney Drell             | Mildred Dresselhaus                              | Richard Goldman                                    |
| 12  | 2006 | James Nachtwey                     | Paul Anastas | William Thomas               | Bruce Katz               | Leroy Hood                                       | Elma Holder                                        |
| 13  | 2007 | Dave Eggers                        | Bernard Amadei, Susan Seacrest | David Heymann                | Donald Berwick           | Hugh Herr                                        |                                                    |
| 14  | 2008 | Ann Hamilton                       | Thomas FitzGerald | Branda Krause Eheart         | Robert Greenstein        | Joseph DeRisi                                    |                                                    |
| 15  | 2009 |                                    | Robert Berkebile, P. Dee Boersma, Christopher Field, Ashok Gadgil, Chip Giller, Deborah Rice, Joel Salatin, Kirk Smith, Thomas Smith, Beverly Wright                  |                              |                          |                                                  |                                                    |
| 16  | 2010 |                                    | James Balog, Terrence Collins, Gretchen Daily, Richard Feely, Cary Fowler, Lynn Goldmann, Elizabeth Kolbert, Michael Oppenheimer, Daniel Sperling, Frederick vom Saal |                              |                          |                                                  |                                                    |
| 17  | 2011 |                                    | John Luther Adams, Richard Alley, Janine Benyus, Ian Cheney, Curt Ellis, Louis Guilette, Joan Kleypas, Nancy Knowlton, Nancy Rabalais, Sandra Steingraber             |                              |                          |                                                  |                                                    |
| 18  | 2012 | Mason Bates                        | Richard Jackson | Freeman Hrabowski III        | KC Golden                | Jay Keasling                                     |                                                    |
| 19  | 2013 | Abraham Verghese                   | Jonathan Foley | Salman Khan                  | Sanjeev Arora            | Leila Janah                                      |                                                    |
| 20  | 2015 | Roz Chast                          | Frederica Perera | Willam McNulty, Jacob Wood   | Aaron Wolf               | Sangeeta Bhatia                                  |                                                    |
| 21  | 2016 | Troy Andrews                       | Hal Harvey | Nadine Burke Harris          | Michelle Alexander       | Matthew Mullenweg                                |                                                    |
| 22  | 2017 | Natasha Trethewey                  | Greg Asner | Angela Blanchard             | Mona Hanna-Attisha       | Joseph DeSimone                                  |                                                    |
| 23  | 2018 | Ralph Lemon                        | Ming Kuo | Norman Atkins                | Sherri Mason, Enric Sala | Linda Rottenberg                                 |                                                    |
| 24  | 2019 | Kevin Jerome Everson               | Rue Mapp | Sarah Szanton                | Amanda Nguyen            | Brandon Dennison                                 |                                                    |
| 25  | 2020 | Gabriela Lena Frank                | Linda Behnken | Katy Kozhimannil             | Molly Baldwin            | Alfa Demmellash, Alexander Forrester             | David Autor (25th Anniversary Special Recognition) |
| 26  | 2021 | Tanya Aguiñiga, Sanford Biggers    | Gabe Brown, Jacqueline Patterson |                              |                          | William Bynum, Dina Bakst, Sherry Leiwant        |                                                    |
| 27  | 2022 | Vanessa German, Cauleen Smith      | Rhett Ayers Butler, Anne Evens |                              |                          | Hilary Abell, Alison Lingane, Chrystel Cornelius |                                                    |
| 28  | 2023 | Kevin Beasly, Roberto Lugo         | Nicole Horseherder, Colette Pichon Battle |                              |                          | Kathryn Finney, Leah Penniman                    |                                                    |
| 29  | 2024 | Jennie C. Jones, Galla Porras-Kim  | Amira Diamond, Melinda Kramer, Scott Loarie, Ken-ichi Ueda |                              |                          | Aisha Nyandoro, Jessica Sager, Janna Wagner      |                                                    |
| Nr. | Jahr | Arts and Humanities                | Environment | Human Condition              | Public Policy            | Technology, the Economy and Employment           | Chairman’s Medal                                   |